# Фужер
Фужер (фр. Fougères) је насељено место у Француској у региону Бретања, у департману Ил и Вилен.
По подацима из 2011. године у општини је живело 19.775 становника, а густина насељености је износила 1888,73 становника/km².

## Демографија
| 1962.  | 1968.  | 1975.  | 1982.  | 1990.  | 2011.  |
| ------ | ------ | ------ | ------ | ------ | ------ |
| 24.279 | 26.045 | 26.610 | 24.362 | 22.239 | 19.775 |

## Партнерски градови
- Бад Минстерајфел
- Ешфорд
- Сомото
- Ouargaye